# Епифора
Епифора, епистрофа или антистрофа (од грч. ἐπιστροφή – „повратак”) понављање је исте речи или више њих на крају узастопних фраза, клауза или реченица. То је стилска фигура која је супротност анафори. Изузетно је емпатичан реторички уређај због нагласка стављеног на последњу реч у фрази или реченици.

## Платонска епифора
Грчка епифора: „реч коју је Платон сковао као циљ филозофског образовања и израз који су рани хришћани усвојили за конверзију”.

## Примери
- Кад сам био дете, причао сам као дете, схватао сам као дете, мислио сам као дете. — Апостол Павле у библији.
- Цар-Мемеде, турски господару, купи војске колико ти драго, под Сталаћа кад је теби драго, удри Сталаћ како ти је драго - ја ти не дам добра ни једнога. Смрт војводе Пријезде.[3]